# NDTV
NDTV é uma rede de televisão estadual brasileira sediada em Florianópolis, Santa Catarina. Possui 6 emissoras afiliadas à Record cobrindo todo o estado. A rede surgiu a partir de uma divisão da RIC TV, baseada em Curitiba, Paraná, do qual faziam parte desde 2008, quando houve a fusão desta com a extinta Rede SC.

## História

### Antecedentes
Em 1987, o empresário Mário Gonzaga Petrelli inaugurou a TV O Estado de Florianópolis, Santa Catarina, afiliada ao SBT. A emissora mantinha uma parceria com a TV Planalto de Lages, que possibilitou o uso de suas retransmissoras e a retransmissão de seus programas na maior parte do estado, formando o Sistema Catarinense de Comunicações. Em 1989, foi criada a TV O Estado em Chapecó, até então pertencente às emissoras paranaenses, que passou a cobrir a porção oeste de Santa Catarina.
Em 1997, Petrelli dissolveu sua parceria com a TV Planalto, que continuou mantendo apenas o uso das retransmissoras do canal. Em 2000, foi criada em Joinville a TV Cidade dos Príncipes, reduzindo ainda mais a participação da antiga parceira, que se viu obrigada a trocar de afiliação a partir de 1.º de dezembro daquele ano, migrando para a RedeTV!. Da união das emissoras de Florianópolis, Chapecó e Joinville, nasceu então a Rede SC que, em 2004, fundou mais uma emissora em Blumenau.
Em 1.º de fevereiro de 2008, a Rede SC passou a integrar o Grupo RIC, formado por Mário Petrelli no estado do Paraná. Com a fusão, as suas emissoras tornaram-se componentes da RIC TV, trocando também de afiliação e migrando para a Rede Record. Esta por sua vez, mantinha desde 1995 três emissoras locais em Florianópolis, Itajaí e Xanxerê, que passaram ao controle do Grupo RIC por um acordo de gerenciamento local. O canal de Florianópolis tornou-se a Record News SC, e os de Itajaí e Xanxerê mantiveram a programação da Record TV sob a bandeira da RIC TV, que ao todo passou a ter 6 emissoras, além das 4 já existentes no Paraná (10 no total).

### Formação
Em 2 de dezembro de 2019, o Grupo RIC realizou um evento no auditório da FIESC em Florianópolis, com a apresentação do jornalista Eduardo Ribeiro e da atriz Beth Goulart, para anunciar a cisão dos seus ativos em Santa Catarina, dando origem ao Grupo ND, que remete ao periódico local Notícias do Dia, criado em 2006. Ao mesmo tempo, as emissoras componentes da RIC TV no estado mudaram de nome, tornando-se a partir do dia seguinte a NDTV, unificando sua identidade com o jornal impresso e o website ND+. A mudança, segundo o presidente do grupo, Marcello Corrêa Petrelli, foi para uma aproximação maior com os catarinenses e suas características regionais, e já vinha sendo amadurecida nos últimos anos devido as mudanças no mercado de comunicação. Por sua vez, o Grupo Record vendeu 70% das ações das emissoras de Itajaí e Xanxerê, equiparando a porcentagem de 30% que possuía nas outras 4 emissoras da rede desde 2008.
Em 2020, a NDTV mudou os estúdios da emissora de Xanxerê, que havia encerrado suas produções locais em 2017, para a cidade de Criciúma, criando uma filial no sul do estado, mas mantendo a geradora no antigo município. Com isso, em 8 de dezembro, a NDTV Xanxerê tornou-se NDTV Criciúma, enquanto a sua antiga região de cobertura passou a ser atendida pela NDTV Chapecó.